# Cremastus planus
Cremastus planus är en stekelart som beskrevs av Dasch 1979. Cremastus planus ingår i släktet Cremastus och familjen brokparasitsteklar. Inga underarter finns listade i Catalogue of Life.